# Тяжёлая вода
Тяжёлая вода́ — обычно этот термин применяется для обозначения тяжеловодородной воды, известной также как оксид дейтерия. Тяжеловодородная вода имеет ту же химическую формулу, что и обычная вода, но вместо двух атомов обычного лёгкого изотопа водорода (протия) содержит два атома тяжёлого изотопа водорода — дейтерия, а её кислород по изотопному составу соответствует кислороду воздуха. Формула тяжеловодородной воды обычно записывается как D2O или 2H2O. Внешне тяжёлая вода выглядит как обычная — бесцветная жидкость без запаха, но обладающая сладковатым вкусом. Не радиоактивна.

## История открытия
Молекулы тяжеловодородной воды были впервые обнаружены в природной воде Гарольдом Юри в 1932 году, за что учёный был удостоен Нобелевской премии по химии в 1934 году. Уже в 1933 году Гилберт Льюис впервые выделил чистую тяжеловодородную воду. При электролизе обычной воды, содержащей наряду с обычными молекулами воды незначительное количество молекул полутяжёлой воды (HDO) и ещё меньшее количество молекул тяжёлой воды (D2O), включающих в себя тяжёлый изотоп водорода, остаток постепенно обогащается молекулами этих соединений. Из такого остатка после многократного повторения электролиза Льюису удалось выделить небольшое количество воды, состоящей почти на 100 % из молекул соединения кислорода с дейтерием и получившей название тяжёлой. Этот способ производства тяжёлой воды остаётся основным и сейчас, хотя используется в основном на окончательной стадии обогащения от 5—10 % до >99 % (см. ниже).
После открытия в конце 1938 года деления ядер и осознания возможности использования цепных ядерных реакций деления, индуцированных нейтронами, возникла необходимость в замедлителе нейтронов — веществе, позволяющем эффективно замедлять нейтроны, не теряя их в реакциях захвата. Наиболее эффективно нейтроны замедляются лёгкими ядрами, и самым эффективным замедлителем должны были бы быть ядра обычного водорода (протия), однако они обладают высоким сечением захвата нейтронов. Напротив, тяжёлый водород захватывает очень мало нейтронов (сечение захвата тепловых нейтронов у протия в более чем 100 тысяч раз выше, чем у дейтерия). Технически наиболее удобным соединением дейтерия является тяжёлая вода, причём она способна также служить теплоносителем, отводя выделяющееся тепло от области, где происходит цепная реакция деления. С самых ранних времён ядерной энергетики тяжёлая вода стала важным компонентом в некоторых реакторах, как энергетических, так и предназначенных для наработки изотопов плутония для ядерного оружия. Эти так называемые тяжеловодные реакторы имеют то преимущество, что могут работать на природном (необогащённом) уране без использования графитовых замедлителей, которые на этапе вывода из эксплуатации могут представлять опасность взрыва пыли и содержат наведённую радиоактивность (углерод-14 и ряд других радионуклидов). Однако в большинстве современных реакторов используется обогащённый уран с нормальной «лёгкой водой» в качестве замедлителя, несмотря на частичную потерю замедленных нейтронов.

### Производство тяжёлой воды в СССР
Промышленное производство и применение тяжёлой воды началось с развитием атомной энергетики. В СССР при организации Лаборатории № 3 АН СССР (современный ИТЭФ) перед руководителем проекта А. И. Алихановым была поставлена задача создания реактора на тяжёлой воде. Это обусловило потребность в тяжёлой воде, и техническим советом Специального комитета при СНК СССР был разработан проект Постановления СНК СССР «О строительстве полупромышленных установок по производству продукта 180», работы по созданию производительных установок тяжёлой воды в кратчайшие сроки были поручены руководителю атомного проекта Б. Л. Ванникову, народному комиссару химической промышленности М. Г. Первухину, представителю Госплана Н. А. Борисову, народному комиссару по делам строительства СССР С. З. Гинзбургу, народному комиссару машиностроения и приборостроения СССР П. И. Паршину и народному комиссару нефтяной промышленности СССР Н. К. Байбакову. Главным консультантом в вопросах тяжёлой воды стал начальник сектора Лаборатории № 2 АН СССР М. И. Корнфельд.

## Свойства
| Энтальпия образования ΔH     | −294,6 кДж/моль (ж) (при 298 К)  |
| Энергия Гиббса образования G | −243,48 кДж/моль (ж) (при 298 К) |
| Энтропия образования S       | 75,9 Дж/моль·K (ж) (при 298 К)   |
| Критическая плотность        | 0,363 г/см³                      |

| Параметр                                            | D2O     | HDO    | H2O     |
| --------------------------------------------------- | ------- | ------ | ------- |
| Температура плавления, °C                           | 3,82    | 2,04   | 0,00    |
| Температура кипения, °C                             | 101,42  | 100,7  | 99,974  |
| Плотность при 20 °C, г/см³                          | 1,1056  | 1,054  | 0,9982  |
| Плотность жидкости при температуре плавления, г/см³ | 1,10546 | —      | 0,99984 |
| Плотность льда при температуре плавления, г/см³     | 1,0175  | —      | 0,91672 |
| Температура максимальной плотности, °C              | 11,6    | —      | 4,0     |
| Вязкость при 20 °C, сантипуаз                       | 1,2467  | 1,1248 | 1,0016  |
| Поверхностное натяжение при 25 °C, дин·см           | 71,87   | 71,93  | 71,98   |
| Молярное уменьшение объёма при плавлении, см³/моль  | 1,567   |        | 1,634   |
| Молярная теплота плавления, ккал/моль               | 1,515   |        | 1,436   |
| Молярная теплота парообразования, ккал/моль         | 10,864  | 10,757 | 10,515  |
| pH при 25 °C                                        | 7,41    | 7,266  | 7,00    |

## Нахождение в природе
В природных водах один атом дейтерия приходится на 6400—7600 атомов протия. Почти весь он находится в составе молекул полутяжёлой воды DHO, одна такая молекула приходится на 3200—3800 молекул лёгкой воды. Лишь очень незначительная часть атомов дейтерия формирует молекулы тяжёлой воды D2O, поскольку вероятность двум атомам дейтерия встретиться в составе одной молекулы в природе мала (примерно 0,5⋅10−7). При искусственном повышении концентрации дейтерия в воде эта вероятность растёт.
Тяжёлая вода встречается в природе практически во всех естественных водоёмах, однако содержание её составляет миллионные доли процента. При этом в изолированных водоёмах в областях, где отмечаются жаркие климатические условия, а также в океанических водах экватора и тропиков содержание тяжёлой воды больше, а в Антарктиде и во льдах Гренландии её присутствие минимально. В наши дни высказана гипотеза, что тяжёлая вода может содержаться в донном льде. Однако подтверждения этой гипотезы нет.

## Биологическая роль и физиологическое воздействие
Тяжёлая вода токсична лишь в слабой степени, химические реакции в её среде проходят несколько медленнее по сравнению с обычной водой, водородные связи с участием дейтерия незначительно сильнее обычных, но за счёт двукратной разницы в массе лёгкого и тяжёлого нуклидов существенно меняется (замедляется от дейтерия) кинетика протекающих процессов ионообмена. Эксперименты над млекопитающими (мыши, крысы, собаки) показали, что замещение 25 % водорода в тканях дейтерием приводит к стерильности, иногда необратимой. Более высокие концентрации приводят к быстрой гибели животного; так, млекопитающие, которые пили тяжёлую воду в течение недели, погибли, когда половина воды в их теле была дейтерирована; рыбы и беспозвоночные погибают лишь при 90 % дейтерировании воды в теле. Простейшие способны адаптироваться к 70 % раствору тяжёлой воды, а водоросли и бактерии способны жить даже в чистой тяжёлой воде. Человек может без видимого вреда для здоровья выпить несколько стаканов тяжёлой воды, весь дейтерий будет выведен из организма через несколько дней. Так, в одном из экспериментов по изучению связи вестибулярного аппарата и непроизвольных движений глаз (нистагма) добровольцам предлагалось выпить от 100 до 200 граммов тяжёлой воды; в результате поглощения более плотной тяжёлой воды купулой (желатинообразной структурой в полукружных каналах) её нейтральная плавучесть в эндолимфе каналов нарушается, и возникают лёгкие нарушения пространственной ориентации, в частности нистагм. Этот эффект аналогичен возникающему при приёме алкоголя (однако в последнем случае плотность купулы уменьшается, поскольку плотность этилового спирта меньше плотности воды).
Таким образом, тяжёлая вода гораздо менее токсична, чем, например, поваренная соль. Тяжёлая вода использовалась для лечения артериальной гипертензии у людей в суточных дозах от 10 до 675 г D2O в день.
В человеческом организме содержится в качестве естественной примеси столько же дейтерия, сколько в 5 граммах тяжёлой воды; этот дейтерий в основном входит в молекулы полутяжёлой воды HDO, а также во все прочие биологические соединения, в которых есть водород.
Некоторые люди отмечают, что тяжёлая вода сладковатая на вкус. Научное подтверждение этого факта было опубликовано в 2021 году. Установлено, что сладковатый привкус у тяжёлой воды примерно совпадает со вкусом 0,05 М раствора сахарозы в обычной воде (17 г/л, или половина чайной ложки сахара на стакан воды).

## Некоторые сведения
Тяжёлая вода накапливается в остатке электролита при многократном электролизе воды. На открытом воздухе тяжёлая вода быстро поглощает пары обычной воды, поэтому можно сказать, что она гигроскопична. Производство тяжёлой воды очень энергоёмко, поэтому её стоимость довольно высока. В 1935 году, сразу после открытия тяжёлой воды, её цена составляла ориентировочно 19 долларов за грамм. В настоящее время тяжёлая вода с содержанием дейтерия 99 % ат., продаваемая поставщиками химических реактивов, при покупке 1 кг сто́ит около 1 евро за грамм, однако эта цена относится к продукту с контролируемым и гарантированным качеством химического реактива; при снижении требований к качеству цена может быть на порядок ниже.
Среди населения бытует миф о том, что при длительном кипячении природной воды концентрация тяжёлой воды в ней повышается, что якобы может вредно сказаться на здоровье, из-за публикации предположения В. В. Похлёбкина в книге «Чай. Его типы, свойства, употребление», вышедшей в 1968 году. В действительности повышение концентрации тяжёлой воды при кипячении ничтожно. Академик Игорь Васильевич Петрянов-Соколов как-то подсчитал, сколько воды должно испариться из чайника, чтобы в остатке заметно повысилось содержание дейтерия. Оказалось, что для получения 1 литра воды, в которой концентрация дейтерия равна 0,15 %, то есть всего в 10 раз превышает природную, в чайник надо долить в общей сложности 2,1⋅1030 тонн воды, что в 300 млн раз превышает массу Земли. Гораздо сильнее сказывается на вкусе и свойствах воды при кипячении повышение концентрации растворённых солей, переход в раствор веществ из стенок посуды и термическое разложение органических примесей.

## Получение
Стоимость производства тяжёлой воды определяется затратами энергии. Поэтому при обогащении тяжёлой воды применяют последовательно разные технологии — вначале пользуются более дешёвыми технологиями, с бо́льшими потерями тяжёлой воды, а в конце — более энергозатратными, но с меньшими потерями тяжёлой воды.
С 1933 по 1946 годы единственным применявшимся методом обогащения был электролиз. В последующем появились технологии ректификации жидкого водорода и изотопного обмена в системах: водород — жидкий аммиак, водород — вода, сероводород — вода. Современное массовое производство во входном потоке использует воду, дистиллированную из электролита цехов получения электролитического водорода, с содержанием 0,1—0,2 % тяжёлой воды.
На первой стадии концентрирования применяется двухтемпературная противоточная сероводородная технология изотопного обмена, выходная концентрация тяжёлой воды 5—10 %. На второй — каскадный электролиз раствора щёлочи при температуре около 0 °C, выходная концентрация тяжёлой воды 99,75—99,995 %.
Крупнейшим в мире производителем тяжёлой воды является Канада, что связано с применением в её энергетике тяжеловодных ядерных реакторов CANDU.

## Применение
Важнейшим свойством тяжеловодородной воды является то, что она практически не поглощает нейтроны, поэтому используется в ядерных реакторах для замедления нейтронов и в качестве теплоносителя. Примером энергетического тяжёловодного реактора являются канадский CANDU и советско-чехословацкий KS 150 на АЭС Богунице. Она используется также в качестве изотопного индикатора в химии, биологии и гидрологии, агрохимии и др. (в том числе в опытах с живыми организмами и при диагностических исследованиях человека).  В физике элементарных частиц тяжёлая вода используется для детектирования нейтрино; так, крупнейший детектор солнечных нейтрино SNO (Канада) содержит 1000 тонн тяжёлой воды.
Дейтерий — ядерное топливо для энергетики будущего, основанной на управляемом термоядерном синтезе. В первых энергетических реакторах такого типа предполагается осуществить реакцию D + T → 4He + n + 17,6 МэВ.
В некоторых странах (например, в Австралии) коммерческий оборот тяжёлой воды поставлен под государственные ограничения, что связано с теоретической возможностью её использования для создания «несанкционированных» реакторов на природном уране, пригодных для наработки оружейного плутония.

## Другие виды тяжёлой воды

### Полутяжёлая вода
Выделяют также полутяжёлую воду (известную также под названиями дейтериевая вода, монодейтериевая вода, гидроксид дейтерия), у которой только один атом водорода замещён дейтерием. Формулу такой воды записывают так: DHO или ²HHO. Вода, имеющая формальный состав DHO, вследствие реакций изотопного обмена реально будет состоять из смеси молекул DHO, D2O и H2O (в пропорции примерно 2:1:1). Это замечание справедливо и для THO и TDO.

### Сверхтяжёлая вода
Сверхтяжёлая вода содержит тритий, период полураспада которого более 12 лет. По своим свойствам сверхтяжёлая вода (T2O) ещё заметнее отличается от обычной: кипит при 104 °C, замерзает при +9 °C и имеет плотность 1,21 г/см³. Известны (то есть получены в виде более или менее чистых макроскопических образцов) все девять вариантов сверхтяжёлой воды: THO, TDO и T2O с каждым из трёх стабильных изотопов кислорода (16O, 17O и 18O). Иногда сверхтяжёлую воду называют просто тяжёлой водой, если это не может вызвать путаницы. Сверхтяжёлая вода имеет высокую радиотоксичность.

### Тяжелокислородные изотопные модификации воды
Термин тяжёлая вода применяют также по отношению к тяжелокислородной воде, у которой обычный лёгкий кислород 16O заменён одним из тяжёлых стабильных изотопов 17O или 18O. Тяжёлые изотопы кислорода существуют в природной смеси, поэтому в природной воде всегда есть примесь обеих тяжелокислородных модификаций. Их физические свойства также несколько отличаются от свойств обычной воды; так, температура замерзания 1H218O составляет +0,28 °C.
Тяжелокислородная вода, в частности, 1H218O, используется в диагностике онкологических заболеваний (из неё на циклотроне получают изотоп фтор-18, который используют для синтеза препаратов для диагностики онкозаболеваний, в частности 18-фдг).

### Общее число изотопных модификаций воды
Если подсчитать все возможные соединения с общей формулой Н2О, то общее количество возможных нерадиоактивных изотопных модификаций воды равно девяти (так как существует два стабильных изотопа водорода и три — кислорода):
- Н216O − лёгкая вода, или просто вода
- Н217O
- Н218O − тяжелокислородная вода
- HD16O − полутяжёлая вода
- HD17O
- HD18O
- D216O − тяжёлая вода
- D217O
- D218O

С учётом трития их число возрастает до 18:
- T216O — сверхтяжёлая вода
- T217O
- T218O
- DT16O
- DT17O
- DT18O
- HT16O
- HT17O
- HT18O

Таким образом, кроме обычной, наиболее распространённой в природе «лёгкой» воды 1H216O, в общей сложности существует 17 более тяжелых вод — 8 стабильных и 9 радиоактивных.
Всего же общее число возможных «вод» с учётом всех известных изотопов водорода (7) и кислорода (17) формально равняется 476.  Однако распад почти всех радиоактивных изотопов водорода и кислорода происходит за секунды или доли секунды (важным исключением является тритий, период полураспада которого более 12 лет). Например, все более тяжёлые, чем тритий, изотопы водорода живут порядка 10−20 с; за это время никакие химические связи просто не успевают образоваться, и, следовательно, молекул воды с такими изотопами не бывает. Радиоизотопы кислорода имеют периоды полураспада от нескольких десятков секунд до наносекунд. Поэтому макроскопические образцы воды с такими изотопами получить невозможно, хотя молекулы и микрообразцы могут быть получены. Интересно, что некоторые из этих короткоживущих радиоизотопных модификаций воды легче, чем обычная «лёгкая» вода (например, 1H215O).